# Calamus ovoideus
Calamus ovoideus là loài thực vật có hoa thuộc họ Arecaceae. Loài này được Thwaites ex Trimen mô tả khoa học đầu tiên năm 1885.